# Либаније
Либаније (старогрчки: Λιβάνιος, романизовано: Libanios; око 314–392 или 393) био је учитељ реторике Софистичке школе у Источном Римском царству. Његови плодни списи чине га једним од најбоље документованих учитеља високог образовања у античком свету и кључним извором историје грчког Истока током 4. века нове ере. Током успона хришћанства у каснијем Римском царству, остао је необраћен и у верским питањима био је пагански Хелин.

## Живот

### Порекло
Либаније је рођен у Антиохији, Келе-Сирија, која се налази близу данашњег града Антакије, Турска. Рођен је у дубоко културној и некада утицајној породици која је доживела значајан пад. Године 303. нове ере, једанаест година пре његовог рођења, његова породица је учествовала у отпору устанку локалног војног гарнизона. На крају, римске царске власти су биле подједнако забринуте због наоружавања локалних аристократа као и због побуњених трупа. Либанијева породица је пала у немилост, а његов деда је погубљен. Либанијев отац је умро када је имао једанаест година, остављајући његово васпитање мајци и стричевима са мајчине стране, који су били у процесу обнављања угледа његове породице.
Са четрнаест година почео је да студира реторику, због чега се повукао из јавног живота и посветио филозофији. Није прихватао латинску књижевност и осуђивао је њен утицај.

### Каријера
Студирао је у Атини код Диофанта Арапина и започео каријеру у Цариграду као приватни учитељ. Био је прогнан у Никомедију 346. године на око пет година, али се вратио у Цариград и тамо предавао до 354. године. У то време, имао је званичну функцију софисте у престоници и примао је царску плату. Пре изгнанства, Либаније је био пријатељ цара Јулијана, са којим је сачувана нека преписка, и у чије име је написао низ говора; они су састављени између 362. и 365. године. Зими 353/54. вратио се у Антиохију очекујући да ће наследити свог бившег учитеља Зенобија, али је овај одбио да му уступи место и Либаније је могао да преузме положај тек након Зенобијеве болести и смрти у јесен 354. године. Међу његовим ученицима били су и пагани и хришћани. Тамо је наставио да прима царску плату, која је привремено смањена, што је довело до тога да је Либаније написао много писама покушавајући да је врати.
Либаније је користио своју реторичку вештину да би унапредио разне приватне и политичке циљеве. Нападао је све већи царски притисак на традиционалну градску културу коју су подржавале и доминирале локалне више класе. Ипак, иако је Либаније волео да преузме улогу часног, независног грађанина, често се бавио освајањем за себе и своје пријатеље почасти и привилегија које је додељивала централна царска власт. Познато је да је протестовао против прогона пагана у касном Римском царству. Године 386, безуспешно се обратио цару Теодосију да спречи уништење храма у Едеси и молио је за толеранцију и очување паганских храмова.
Сачувана Либанијева дела, која обухватају преко 1.600 писама, 64 говора и 96 прогимназмата (реторичких вежби), вредна су као историјски извор за свет који се мењао крајем 4. века. Његова беседа „Одговор Аристиду у име плесача“ један је од најважнијих записа римског концертног плеса, посебно оног импресивног.
Веома популаран облик познат као пантомима. Његова прва Орација I је аутобиографска нарација, први пут написана 374. године и прерађена током његовог живота, научников извештај који се завршава као приватни дневник старог прогнаника. Прогимназма 8 је замишљени резиме тужилаштва против лекара оптуженог за тровање неких од његових пацијената.
Иако Либаније није био хришћанин, међу његовим ученицима су били и значајни хришћани попут Јована Златоустог и Теодора Мопсуестијског. Упркос пријатељству са паганским царем рестауратором Јулијаном, хришћански цар Теодосије I га је поставио за почасног преторијанског префекта.

## Дела
64 говора у три области говорништва: судском, саветодавном и епидеиктичком, и говора као да су изговорени јавно и говора намењених приватном читању (наглас) у кабинету. Два тома одабраних дела у Лоебовој класичној библиотеци посвећују један том Либанијевим беседама које се односе на цара Јулијана, а други на Теодосија; најпознатија је његова „Плач“ о скрнављењу храмова (Περὶ τῶν Ἱερῶν); 51 декламација, традиционални формат јавног говора у Реторици у антици, који узима задате теме са историјским и митолошким темама (преводи на енглески језик нпр. Д.А. Расела, „Либаније: Имагинарни говори“; М. Јохансон, „Либанијеве декламације 9 и 10“;
- 96 прогимназмата или композиционих вежби за студенте реторике, коришћених у његовим курсевима наставе и широко цењених као узори доброг стила;
- 57 хипотеза или увода у Демостенове беседе (писане око 352. године), у којима их поставља у историјски контекст за почетника, без полемике;
- Сачувано је 1545 писама, више писама него Цицеронова. Касније је прихваћено још око 400 додатних писама на латинском, која се представљају као преводи, али непристрасно испитивање самих текстова показује да су погрешно приписани или фалсификовани од стране италијанског хуманисте Франческа Замбекарија у 15. веку. Међу његовим дописницима био је Ценсориус Датианус.
- Либаније (1903). Епистулае. Опера. Превео Ричард Фоерстер.

## Извори
1. ↑  Chisholm, Hugh, (22 Feb. 1866–29 Sept. 1924), Editor of the Encyclopædia Britannica (10th, 11th and 12th editions), Oxford University Press, 2007-12-01, Приступљено 2025-05-07
2. ↑  Libanius; Bradbury, Scott (2004). Selected letters of Libanius: from the age of Constantius and Julian. Translated texts for historians. Liverpool: Liverpool University Press. ISBN 978-0-85323-509-5. OCLC ocm54824195.
3. ↑  Bradbury, Scott, ур. (2011). Selected letters of Libanius: from the Age of Constantius and Julian. Liverpool: Liverpool University Press. ISBN 978-0-85323-509-5.
4. ↑  Speake, Graham, ур. (1995). The Penguin dictionary of ancient history. Penguin reference books. London: Penguin. ISBN 978-0-14-051260-1.
5. 1 2  „MARPOL 73/78 to enter into force on 2 October 1983”. The Environmentalist. 3 (1): 58—59. 1983. ISSN 0251-1088. doi:10.1016/s0251-1088(83)92090-9.
6. ↑  Van Loy, René (1913). „La date du Pro Templis de Libanius.”. Byzantinische Zeitschrift. 22 (2). ISSN 0007-7704. doi:10.1515/byzs.1913.22.2.313.
7. ↑  RATZAN, RICHARD M.; FERNGREN, GARY B. (1993). „A Greek Progymnasma on the Physician–Poisoner”. Journal of the History of Medicine and Allied Sciences. 48 (2): 157—170. ISSN 0022-5045. doi:10.1093/jhmas/48.2.157.